# Президентские выборы в США (1868)
Президентские выборы в США 1868 года были первыми после победы юнионистов против конфедератов в гражданской войне в период Реконструкции. Три бывших конфедеративных штата Техас, Миссисипи и Виргиния ещё не были возвращены в Союз и в выборах не участвовали. Президент Эндрю Джонсон, занявший место убитого Авраама Линкольна, был исключительно непопулярен и не был выдвинут демократами, которые номинировали Горацио Сеймура. Республиканская партия выдвинула героя гражданской войны генерала Улисса Гранта. Грант победил с большим перевесом по голосам выборщиков, но перевес голосов в общем голосовании был незначителен. Ему помогли голоса чернокожих, только что получивших право голосования, и лишение права голоса многих белых граждан Юга. На этих выборах в последний раз до 1912 года демократы набрали на севере больше голосов, чем на юге (46-34), и последний раз до 1964 года, когда республиканцы набрали больше голосов на юге, чем на севере (в основном из-за республиканского большинства в Теннесси и Южной Каролине). И это был последний раз до 1904 года, когда Миссури голосовал за республиканского кандидата.

## Выборы

### Результаты
| Кандидат       | Партия                                   | Кол-во голосов | Кол-во голосов | Выборщики |
| Кандидат       | Партия                                   | Количество     | %              | Выборщики |
| -------------- | ---------------------------------------- | -------------- | -------------- | --------- |
| Улисс Грант    | Республиканская партия/Национальный союз | 3 013 650      | 52,66%         | 214       |
| Горацио Сеймур | Демократическая партия                   | 2 708 744      | 47,34%         | 80        |
| Другие         | -                                        | 46             | <0,01%         | -         |
| Всего          | Всего                                    | 5 722 440      | 100 %          | 294       |